# Myszków (stacja kolejowa)
Myszków – stacja kolejowa w Myszkowie, w województwie śląskim, w Polsce. Według klasyfikacji PKP ma kategorię dworca regionalnego.

## Krótki opis
Dworzec kolejowy pochodzi z roku 1883, powstał w związku z budową Kolei Warszawsko-Wiedeńskiej.
W latach 2012–2014 przeprowadzono kosztem 4 mln zł gruntowny remont dworca. Inwestycja została sfinansowana ze środków własnych PKP S.A. i budżetowych. Odremontowany dworzec został oddany do użytku 30 stycznia 2014.

## Ruch pasażerski
| Rok  | Wymiana roczna | Wymiana pasażerska na dobę | Miejsce w Polsce |
| ---- | -------------- | -------------------------- | ---------------- |
| 2017 | 767 000        | 2100                       | bd.              |
| 2018 | 803 000        | 2200                       | bd.              |
| 2019 | 840 000        | 2300                       | 164.             |
| 2020 | 623 000        | 1700                       | 134.             |
| 2021 | 621 000        | 1700                       | 154.             |
| 2022 | 839 500        | 2300                       | 152.             |
| 2023 | 912 500        | 2500                       | 164.             |
| 2024 | 951 600        | 2600                       | 167.             |

## Galeria

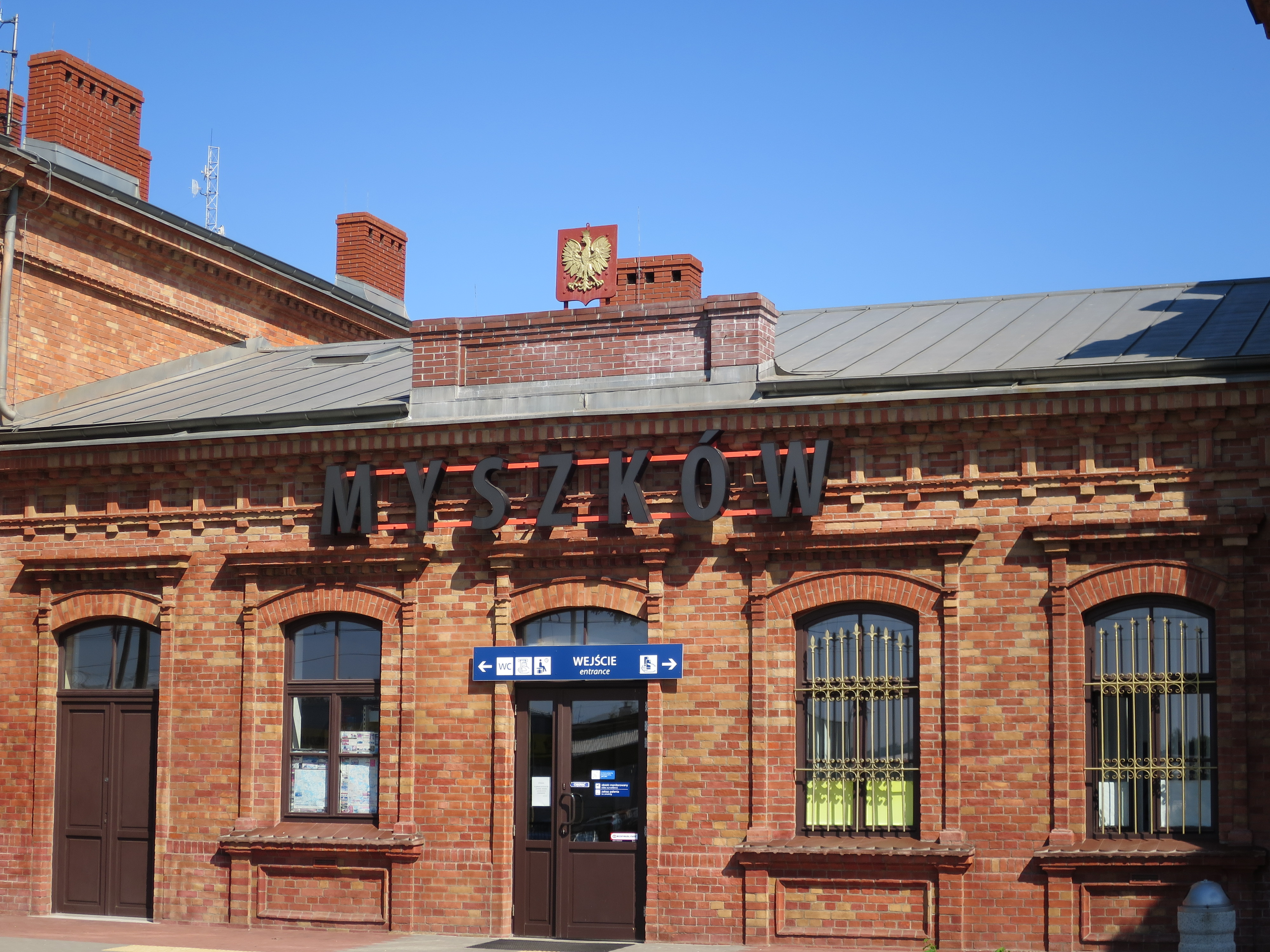
Wejście na dworzec
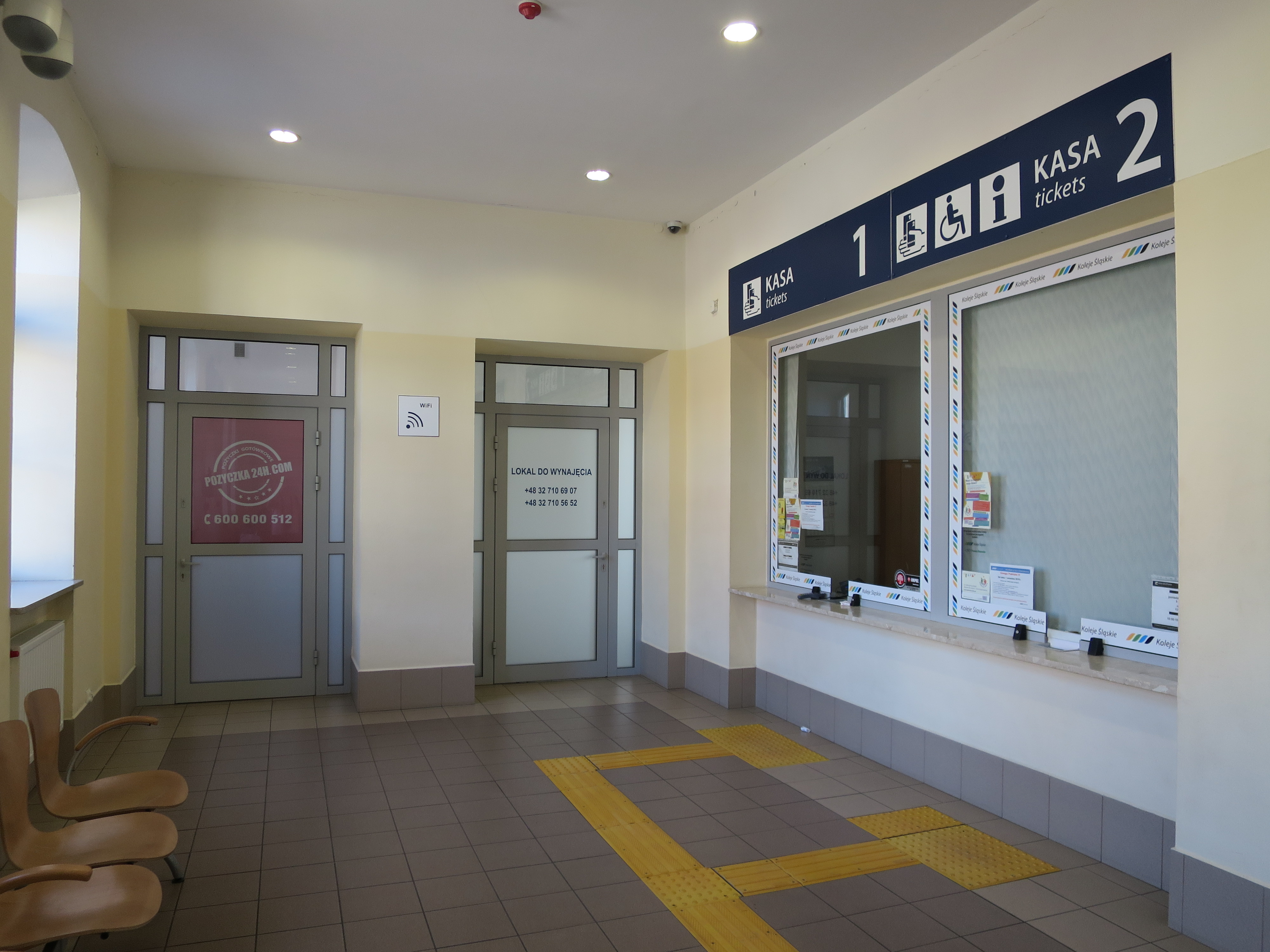
Kasy biletowe
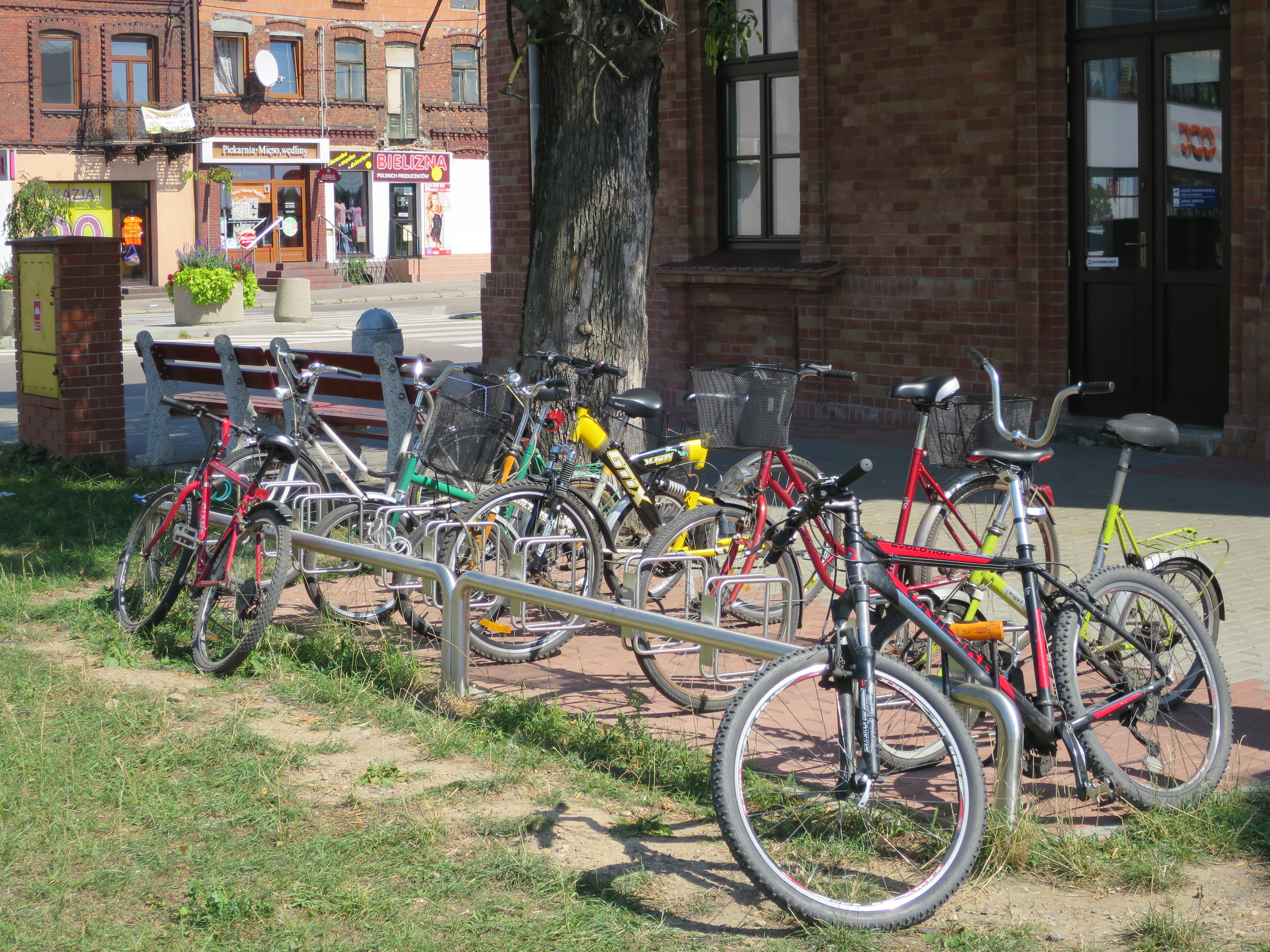
Parking rowerowy
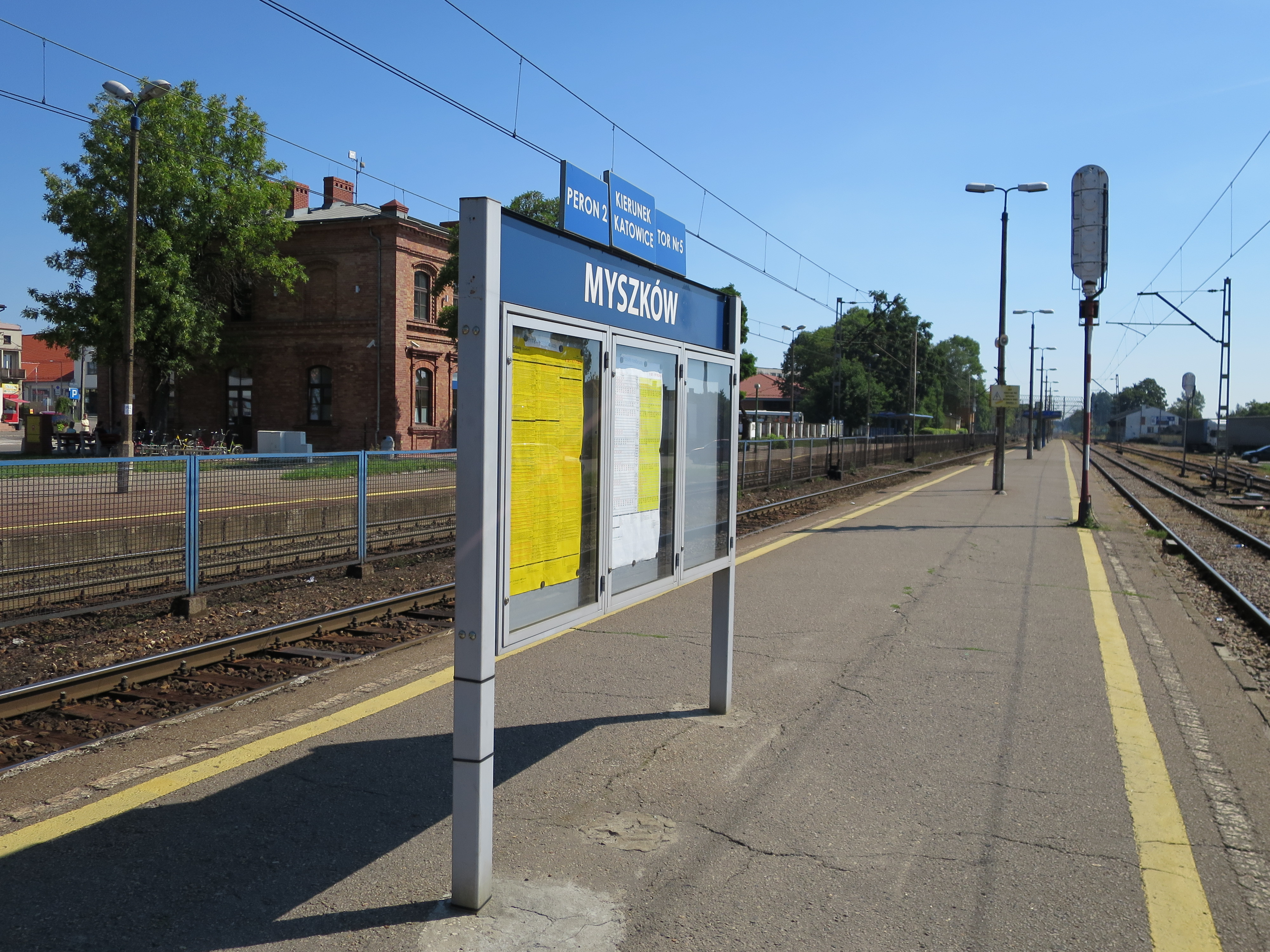
Peron
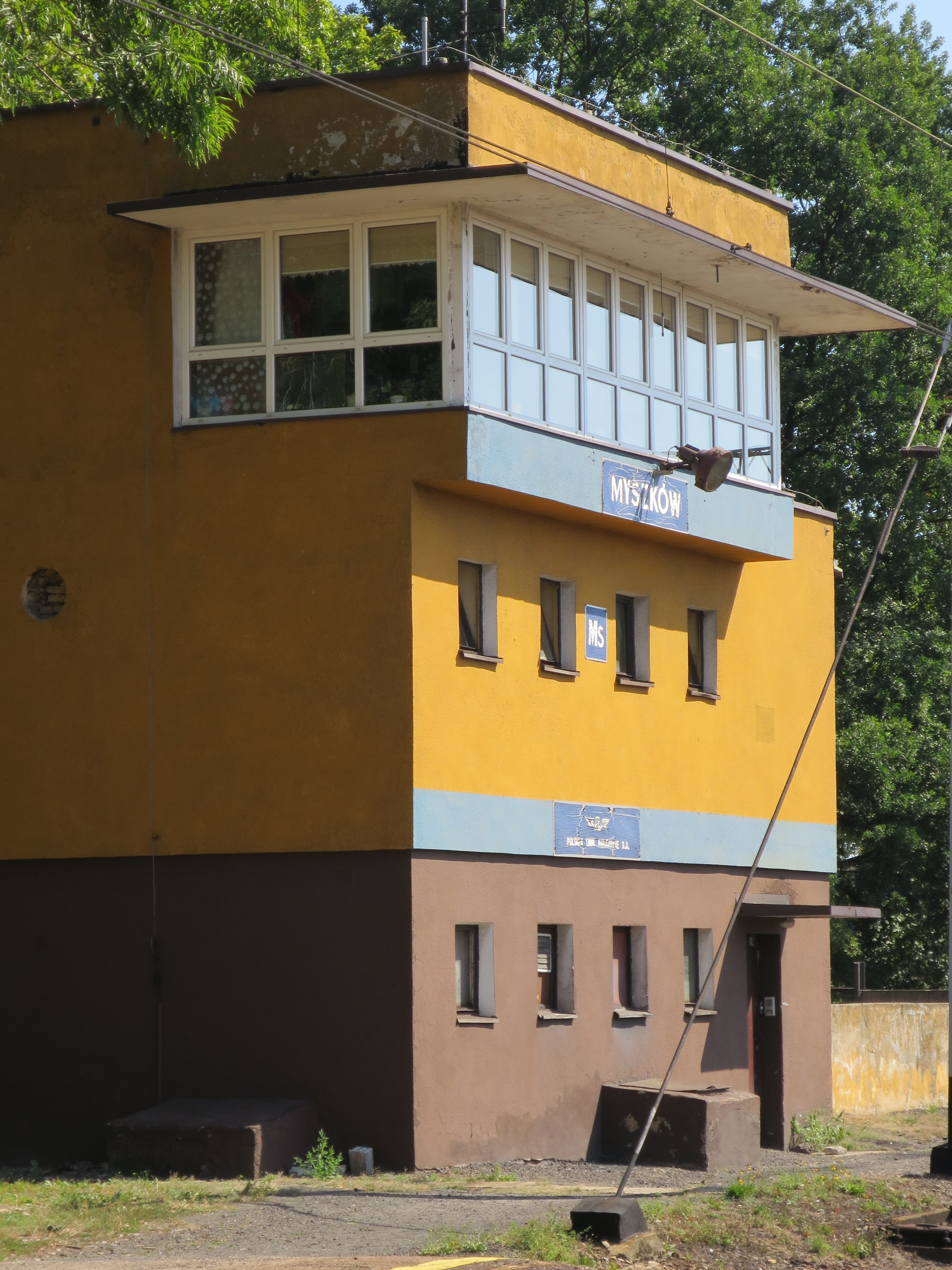
Nastawnia "Ms"